# Epimecis anonaria
Epimecis anonaria là một loài bướm đêm trong họ Geometridae.